# Livron-sur-Drôme
Livron-sur-Drôme è un comune francese situato nel dipartimento della Drôme della regione dell'Alvernia-Rodano-Alpi.

## Geografia
Livron-sur-Drôme sorge sulla sponda destra del fiume Drôme, qualche chilometro più a monte della sua confluenza nel Rodano. Il comune è situato a 20 km a sud di Valence.

## Società

### Evoluzione demografica
Abitanti censiti

## Infrastrutture e trasporti
La principale via d'accesso a Livron-sur-Drôme è l'autostrada A7 Lione-Marsiglia.

### Ferrovie
Livron-sur-Drôme è servita da una propria stazione ferroviaria posta lungo la Parigi-Marsiglia. La stazione è capolinea della ferrovia per Aspres-sur-Buëch e di quella per La Voulte.